# Morris Edward Opler
Morris Edward Opler (Buffalo, 3 de mayo de 1907-13 de mayo de 1996), antropólogo estadounidense y defensor de los derechos civiles de los estadounidenses de origen japonés. Fue hermano del antropólogo y psiquiatra social Marvin Opler.

## Carrera
Opler se doctoró en la Universidad de Chicago en 1933. Impartió la docencia en el Reed College de Portland, Oregón y posteriormente en la Universidad Cornell y la Universidad de Oklahoma. 
Su gran contribución en el campo de la etnografía fue la relacionada con los pueblos atabascanos del sur, es decir, los navajos y apaches: chiricahua, mescalero, lipán y jicarilla.
Su obra clásica es An Apache Life-Way (1941). 
Trabajó con Grenville Goodwin, quien también estudió la organización social de los apaches occidentales. Tras la muerte prematura de Goodwin, Opler editó un volumen con sus cartas y otros escritos, publicado en 1973.

## Legado
- La Universidad de Oklahoma instituyó el Morris E. Opler Award para obras realizadas por estudiantes de antropología social.